# Lista de primeiros-ministros da Mauritânia
Esta é uma lista dos primeiros-ministros da Mauritânia desde a criação do cargo de primeiro-ministro da Mauritânia em 1960 até os dias atuais.

## Legenda
Partidos políticos
- Partido do Reagrupamento Mauritano (PRM) / Partido Popular Mauritano (PPM)
- Partido Republicano Democrático e Social (PRDS)
- Pacto Nacional para a Democracia e o Desenvolvimento (ADIL)

Outras facções
- Militar
- Independente

Status
- Primeiro-Ministro interino

## Lista
| №                                                         | Primeiro-ministro (Nascimento-Morte)         | Retrato | Mandato                | Mandato                              | Afiliação política | Afiliação política                                               | Chefe(s) de Estado    |
| №                                                         | Primeiro-ministro (Nascimento-Morte)         | Retrato | Empossado              | Deixou o cargo                       | Afiliação política | Afiliação política                                               | Chefe(s) de Estado    |
| --------------------------------------------------------- | -------------------------------------------- | ------- | ---------------------- | ------------------------------------ | ------------------ | ---------------------------------------------------------------- | --------------------- |
| 1                                                         | Moktar Ould Daddah (1924–2003)               |         | 28 de Novembro de 1960 | 20 de Agosto de 1961                 |                    | PRM / PPM                                                        | Ele mesmo             |
| Posto abolido (20 de agosto de 1961 a 6 de abril de 1979) |                                              |         |                        |                                      |                    |                                                                  |                       |
| 2                                                         | Ahmed Ould Bouceif (1934–1979)               |         | 6 de Abril de 1979     | 27 de Maio de 1979 (morto no cargo.) |                    | Militar                                                          | Salek                 |
| –                                                         | Ahmed Salim Ould Sidi (1939–1981)            |         | 28 de Maio de 1979     | 31 de Maio de 1979                   |                    | Militar                                                          | Salek                 |
| 3                                                         | Mohamed Khouna Ould Haidalla (1940–)         |         | 31 de Maio de 1979     | 12 de Dezembro de 1980               |                    | Militar                                                          | Salek Louly Ele mesmo |
| 4                                                         | Sid Ahmed Ould Bneijara (1947–)              |         | 12 de Dezembro de 1980 | 25 de Abril de 1981                  |                    | Independente                                                     | Haidalla              |
| 5                                                         | Maaouya Ould Sid'Ahmed Taya (1941–)          |         | 25 de Abril de 1981    | 8 de Março de 1984                   |                    | Militar                                                          | Haidalla              |
| (3)                                                       | Mohamed Khouna Ould Haidalla (1940–)         |         | 8 de Março de 1984     | 12 de Dezembro de 1984 (deposto.)    |                    | Militar                                                          | Ele mesmo             |
| (5)                                                       | Maaouya Ould Sid'Ahmed Taya (1941–)          |         | 12 de Dezembro de 1984 | 18 de Abril de 1992                  |                    | Militar                                                          | Ele mesmo             |
| 6                                                         | Sidi Mohamed Ould Boubacar (1957–)           |         | 18 de Abril de 1992    | 2 de Janeiro de 1996                 |                    | PRDS                                                             | Taya                  |
| 7                                                         | Cheikh El Avia Ould Mohamed Khouna (1956–)   |         | 2 de Janeiro de 1996   | 18 de Dezembro de 1997               |                    | PRDS                                                             | Taya                  |
| 8                                                         | Mohamed Lemine Ould Guig (1959–)             |         | 18 de Dezembro de 1997 | 16 de Novembro de 1998               |                    | PRDS                                                             | Taya                  |
| (7)                                                       | Cheikh El Avia Ould Mohamed Khouna (1956–)   |         | 16 de Novembro de 1998 | 6 de Julho de 2003                   |                    | PRDS                                                             | Taya                  |
| 9                                                         | Sghair Ould M'Bareck (1954–)                 |         | 6 de Julho de 2003     | 7 de Agosto de 2005 (deposto.)       |                    | PRDS                                                             | Taya                  |
| (6)                                                       | Sidi Mohamed Ould Boubacar (1957–)           |         | 7 de Agosto de 2005    | 20 de Abril de 2007                  |                    | PRDS                                                             | Vall                  |
| 10                                                        | Zeine Ould Zeidane (1966–)                   |         | 20 de Abril de 2007    | 6 de Maio de 2008                    |                    | Independente                                                     | Abdallahi             |
| 11                                                        | Yahya Ould Ahmed El Waghef (1960–)           |         | 6 de Maio de 2008      | 6 de Agosto de 2008 (deposto.)       |                    | ADIL                                                             | Abdallahi             |
| Vacante (6 – 14 de Agosto de 2008)                        |                                              |         |                        |                                      |                    |                                                                  |                       |
| 12                                                        | Moulaye Ould Mohamed Laghdaf (1957–)         |         | 14 de Agosto de 2008   | 20 de Agosto de 2014                 |                    | Independente                                                     | Aziz Mbaré            |
| 13                                                        | Yahya Ould Hademine (1953–)                  |         | 20 de Agosto de 2014   | 29 de outubro de 2018                | Independente       | Aziz                                                             |                       |
| 14                                                        | Mohamed Salem Ould Béchir (1962–)            |         | 29 de outubro de 2018  | 5 de agosto de 2019                  |                    | União pela República                                             | Aziz Ghazouani        |
| 15                                                        | Ismail Ould Bedde Ould Cheikh Sidiya (1961–) |         | 5 de Agosto de 2019    | 6 de Agosto de 2020                  |                    | União pela República                                             | Ghazouani             |
| 16                                                        | Mohammed Ould Bilal (1963–)                  |         | 6 de Agosto de 2020    | 5 de Agosto de 2024                  |                    | União pela República (2020-2022) Partido da Equidade (2022-2024) | Ghazouani             |
| 17                                                        | Mokhtar Ould Djay (1973–)                    |         | 5 de Agosto de 2024    | presente                             |                    | Partido da Equidade                                              | Ghazouani             |